# Urocricetus
Urocricetus is een geslacht van zoogdieren uit de onderfamilie van de hamsters (Cricetinae). De wetenschappelijke naam van het geslacht werd in 1903 gepubliceerd door Konstantin Satoenin.

## Soorten
Er worden twee soorten in dit geslacht geplaatst:
- Urocricetus lama (Bonhote, 1905)
- Urocricetus kamensis Satunin, 1903